# Мегакариоцит
Мегакариоцит је највећа хематопоезна ћелија од које се процесом тромбоцитопојезе откидају делови цитоплазме формирајући крвне плочице (тромбоците). Пречник достиже 100 μm, а једро је издељено на режњеве и полиплоидно, садржи од 16 до 32 комплета гена. Током процеса дуплирања ДНК (репликација) не повећава се само величина једра већ и количина цитоплазме. 
У близини једра налазе се органеле које учествују у процесима синтезе, митохондрије и центриоле, а на периферији цитоплазме образују се тромбоцитни демаркациони канали подељени на тромбоцитна поља. Од сваког тромбоцитног поља образоваће се један тромбоцит. Са површине мегакариоцита одвајају се цитоплазматски наставци у виду трака великих димензија који се провлаче између ћелија ендотела и доспевају у шупљину крвног суда. Откидањем са тромбоцитних трака настају тромбоцити па тако од једне траке може да се одвоји и до 1200 крвних плочица. Један мегакариоцит може да образује највише шест таквих трака, а да потом долази до његове дегенерације и замене новим мегакариоцитом.